# Vall de Gallinera
Vall de Gallinera község Spanyolországban, Alicante tartományban. Lakosainak száma 584 fő (2024). Vall de Gallinera L’Atzúbia, Lorcha/L'Orxa, Planes, La Vall d’Alcalà, La Vall d’Ebo és Villalonga községekkel határos.

## Népesség
A település lakosságának változását az alábbi diagram mutatja:
| Lakosok száma | 578  | 590  | 623  | 664  | 694  | 595  | 582  | 571  | 557  | 584  |
|               | 2001 | 2004 | 2006 | 2009 | 2011 | 2014 | 2016 | 2019 | 2021 | 2024 |